# Jean de Meung
Jean de Meung (Jean de Meun, Jehan de Meun(g), Jean Clopinel, Jean Chopin) (cca 1240, Meung-sur-Loire, Francie – cca 1305, Paříž) je francouzský básník 13. století, známý hlavně jako autor druhé části díla Roman de la Rose.

## Život
Narodil se jako Jean Clopinel. Tradice říká, že studoval na Pařížské univerzitě. Stejně jako jeho současník Ruteboeuf byl obráncem Viléma ze Saint-Amour a ostrým kritikem žebrání. Většinu života zřejmě strávil v Paříži na ulici Saint-Jacques, kde měl dům s věží, dvorem a zahradou. Dům mu byl přidělen jistým dominikánem Adamem d'Andelym, což bylo zaznamenáno v roce 1305. Jean de Meung zanechal písemnou zmínku, že ve svém mládí psal písně, které byly zpívány na veřejnosti a ve školách.

## Roman de la Rose
Jeho nejdůležitějším dílem bylo pokračování Roman de la Rose. Datum práce na něm bylo stanoveno na roky 1268 až 1285 díky referenci v zápise o popravě Manfreda a Corrardina králem Sicílie Karlem I. z Anjou. Se svými, více než 300, zachovanými rukopisy se Román o růží stal skutečným středověkým bestellerem.
Jean de Meung rozšířil dílo svého předchůdce o přibližně vlastních 19 000 veršů.

## Jiná díla
V roce 1284 přeložil do francouzštiny traktát De Re Militari  od římského autora Publius Flavius Vegetius Renatus pod názvem Kniha od Végècea o umění vojenském. Jako první vytvořil také náboženskou verzi milostných dopisů Abélarda své milence Heloise. Tento rukopis ze 14. století obsahuje i poznámky Francesca Petrarky a nachází se v Národní knihovně v Paříži.
Přeložil i De consolatione philosophiae od Boétia předtím, než napsal dopis králi Filipovi IV., ve kterém uvedl seznam svých předešlých prací. Zmínil v něm, že dvě z nich se ztratily: De spirituelle amitié (De Spirituals Amicitia) od Aelreda of Rievaulx (1166) a Livre des Merveilles d'Hirlande nebo De Mirabilibus Hiberniae od Giraldus Cambrensis (Gerald de Barri).
Jeho posledními básněmi jsou bezpochyby jeho Testament a Codicille. Testament je napsán ve stance – quatrainech s jedním rýmem a obsahuje doporučení různým společenským třídám.